# Йозеф Коштялек
Йозеф Коштялек (чеськ. Josef Košťálek, 31 серпня 1909, Крочеглави, Кладно — 21 листопада 1971) — чехословацький футболіст, що грав на позиції півзахисника. По завершенні ігрової кар'єри — тренер.
Виступав, зокрема, за клуб «Спарта» (Прага), а також національну збірну Чехії.
П'ятиразовий чемпіон Чехословаччини. Володар Кубка Мітропи.

## Клубна кар'єра
У дорослому футболі дебютував за клуб «Крочеглави» з міста Кладно. У 1928 році команда вийшла у фінал аматорського чемпіонату Чехословаччини, де поступилась з рахунком 0:2 «Простейову».
1929 року грав у складі клубу «Спарта» (Прага), в якій провів шістнадцять сезонів. За цей час виборов титул володаря Кубка Мітропи.
Протягом 1945—1946 років захищав кольори команди клубу «Спарта» (Поважська Бистриця).
Завершив професійну ігрову кар'єру у клубі «Раковнік», за команду якого виступав протягом 1946—1951 років.

## Виступи за збірні
1930 року дебютував в офіційних матчах у складі національної збірної Чехословаччини. Протягом кар'єри у національній команді, яка тривала 9 років, провів у формі головної команди країни 43 матчі, забивши 2 голи.
У складі збірної був учасником чемпіонату світу 1934 року в Італії, де разом з командою здобув «срібло», чемпіонату світу 1938 року у Франції.

## Кар'єра тренера
Розпочав тренерську кар'єру, повернувшись до футболу після невеликої перерви, 1957 року, очоливши тренерський штаб клубу «Кладно». Досвід тренерської роботи обмежився цим клубом.
Помер 21 листопада 1971 року на 63-му році життя.

## Титули і досягнення
- Чемпіон Чехословаччини (5):

«Спарта» (Прага): 1931–1932, 1935–1936, 1937–1938, 1938–1939, 1943–1944
- Володар Кубка Мітропи (1):

«Спарта» (Прага): 1935
- Фіналіст Кубка Мітропи (2):

«Спарта» (Прага): 1930, 1936
- Володар Середньочеського кубка (2):

«Спарта» (Прага): 1934, 1934, 1936
- Віце-чемпіон світу: 1934